# Wollaton
Wollaton – dzielnica miasta Nottingham w Anglii, w hrabstwie Nottinghamshire, w dystrykcie (unitary authority) City of Nottingham. Leży 5 km od centrum miasta Nottingham. W 1931 roku civil parish liczyła 1796 mieszkańców. Wollaton jest wspomniana w Domesday Book (1086) jako Waletone/Ol(l)avestone.